# رزباد (مونتانا)
رزباد (به انگلیسی: Rosebud) یک منطقهٔ مسکونی در ایالات متحده آمریکا است که در شهرستان رووزباد، مونتانا واقع شده‌است. رزباد ۷۵۷٫۴۴ متر بالاتر از سطح دریا واقع شده‌است.